# Muldenau

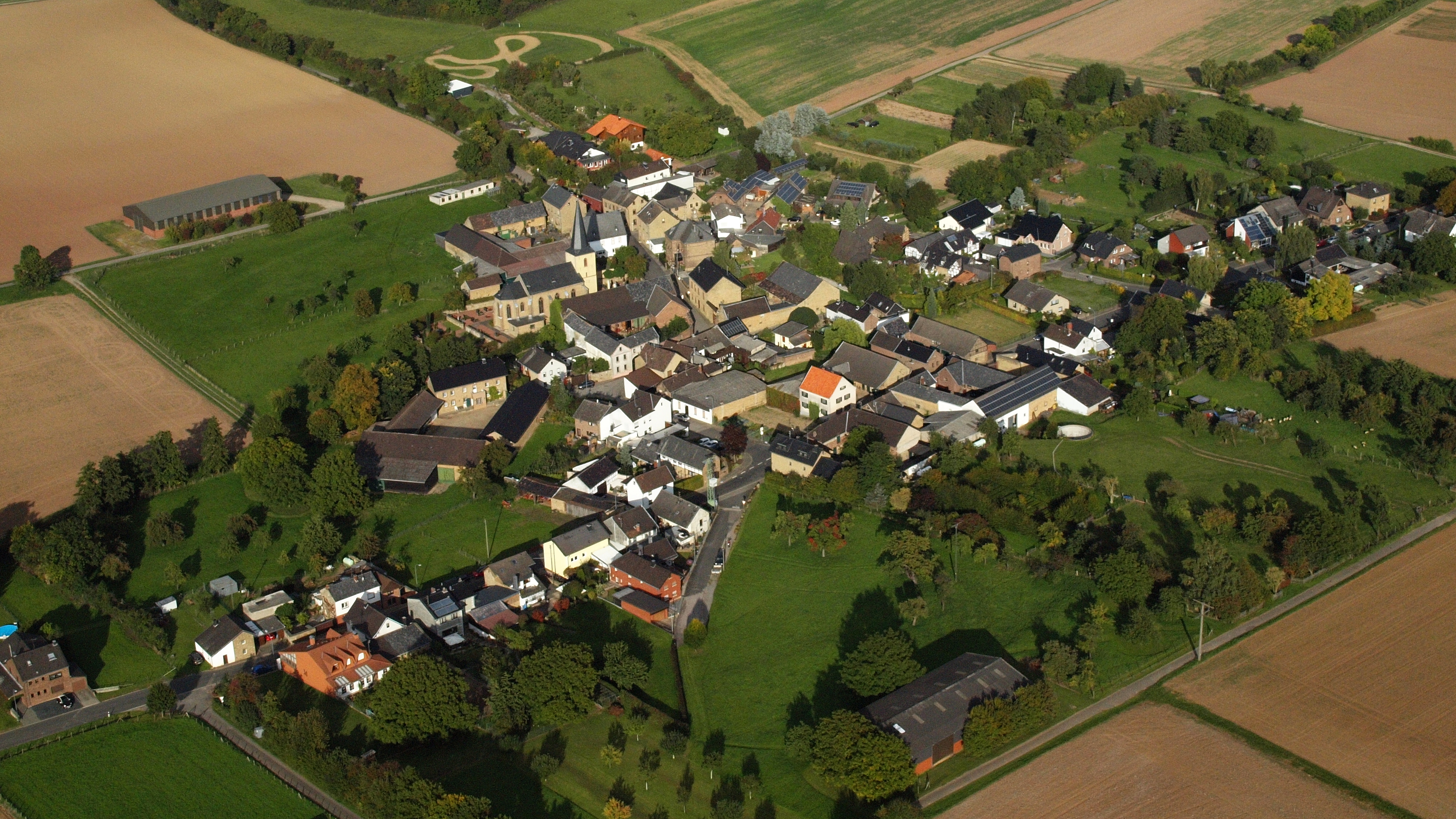
Muldenau, Luftaufnahme (2015)

Muldenau ist der kleinste Stadtteil von Nideggen im Kreis Düren, Nordrhein-Westfalen.
Durch Erlass der preußischen Regierung zu Aachen vom 25. November 1919 wurde der Ort auf Wunsch der Gemeinde Pissenheim von Pissenheim in Muldenau umbenannt.

## Lage
Muldenau liegt am Rand der Zülpicher Börde am Fuße des Großen Berges, auch Grosberg genannt, mitten im Gebiet der devonischen Muschelkalkkuppen mit einer äußerst seltenen Flora.

## Geschichte
Der Ort kann auf eine lange Besiedlungsgeschichte zurückblicken. Schon kurz nach der Landnahme durch die Franken war Pissenheim Schauplatz eines Aufmarsches des Heeres von König Chlodwig. 1334 wird der Ort erstmals beim Verkauf eines Weingartens an den Abt der Reichsabtei Kornelimünster erwähnt.
Am 1. Januar 1972 wurden die neun ehemaligen Gemeinden Abenden, Berg-Thuir, Embken, Heimbach, Hergarten, Muldenau, Schmidt, Vlatten und Wollersheim zusammen mit Nideggen zur neuen Stadt Nideggen zusammengeschlossen. Das Oberverwaltungsgericht entschied am 4. August 1972, dass das neue Stadtgebiet Nideggens auf zwei neue Gemeinden, Nideggen (zunächst ohne Stadtrecht) und Heimbach (mit Stadtrecht), aufgeteilt wird, wobei Hergarten und Vlatten Heimbach und die anderen Gemeinden Nideggen zugeordnet wurden.

## Kirche
Die Pfarrkirche Sankt Barbara gehört zum Dekanat Zülpich im Erzbistum Köln. Es muss in Muldenau schon früh eine Kirche gegeben haben, denn um 1450 wurde der spätgotische Turm errichtet. 1866 wurde das jetzige Langhaus errichtet. Besonders gut erhaltene und qualitativ hochwertige Ausstattung im neugotischen Stil (u. a. Malerei von Josef Kannengießer, Köln). Im Dezember 2003 wurde das Gotteshaus „Kirche des Monats“.

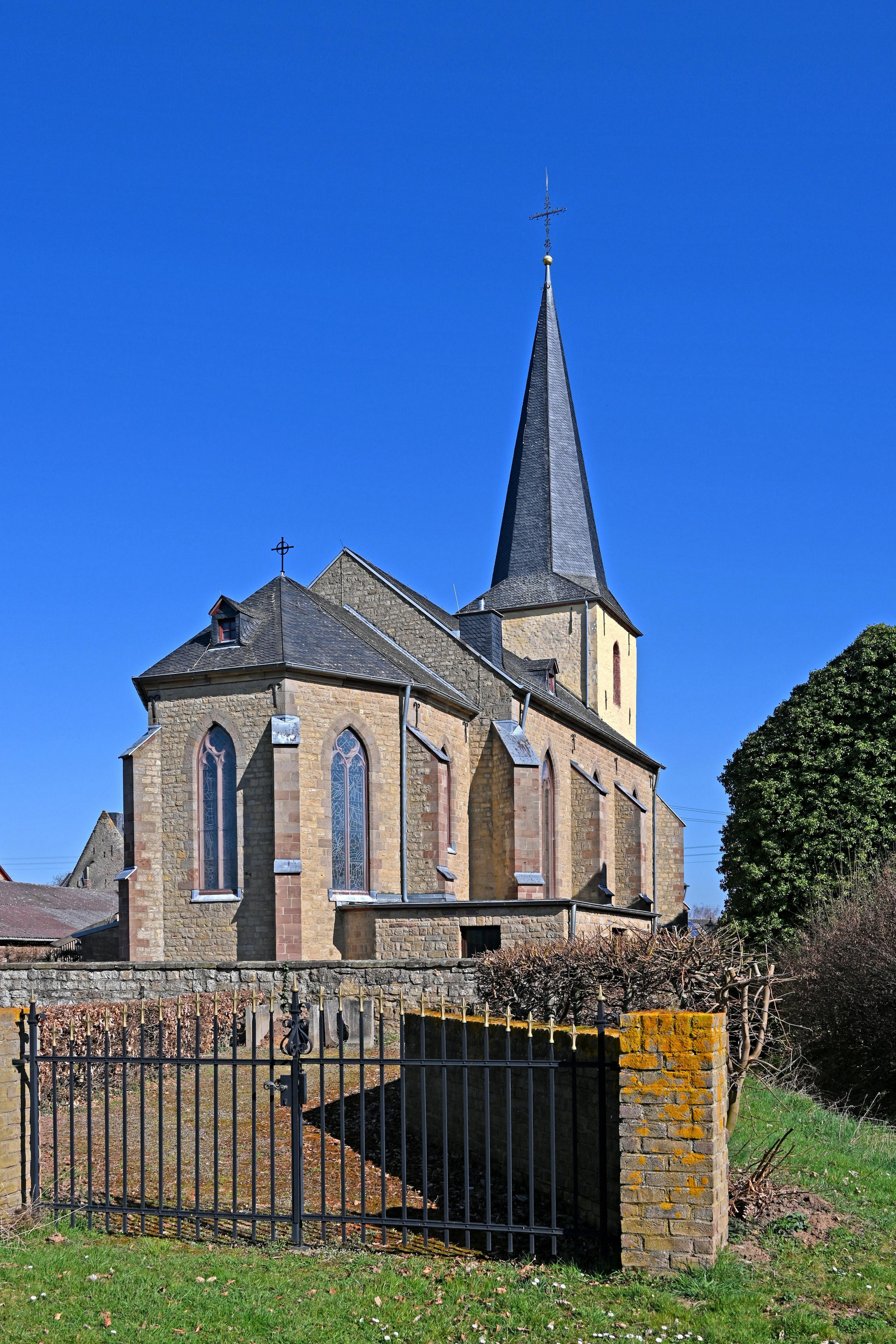
St. Barbara
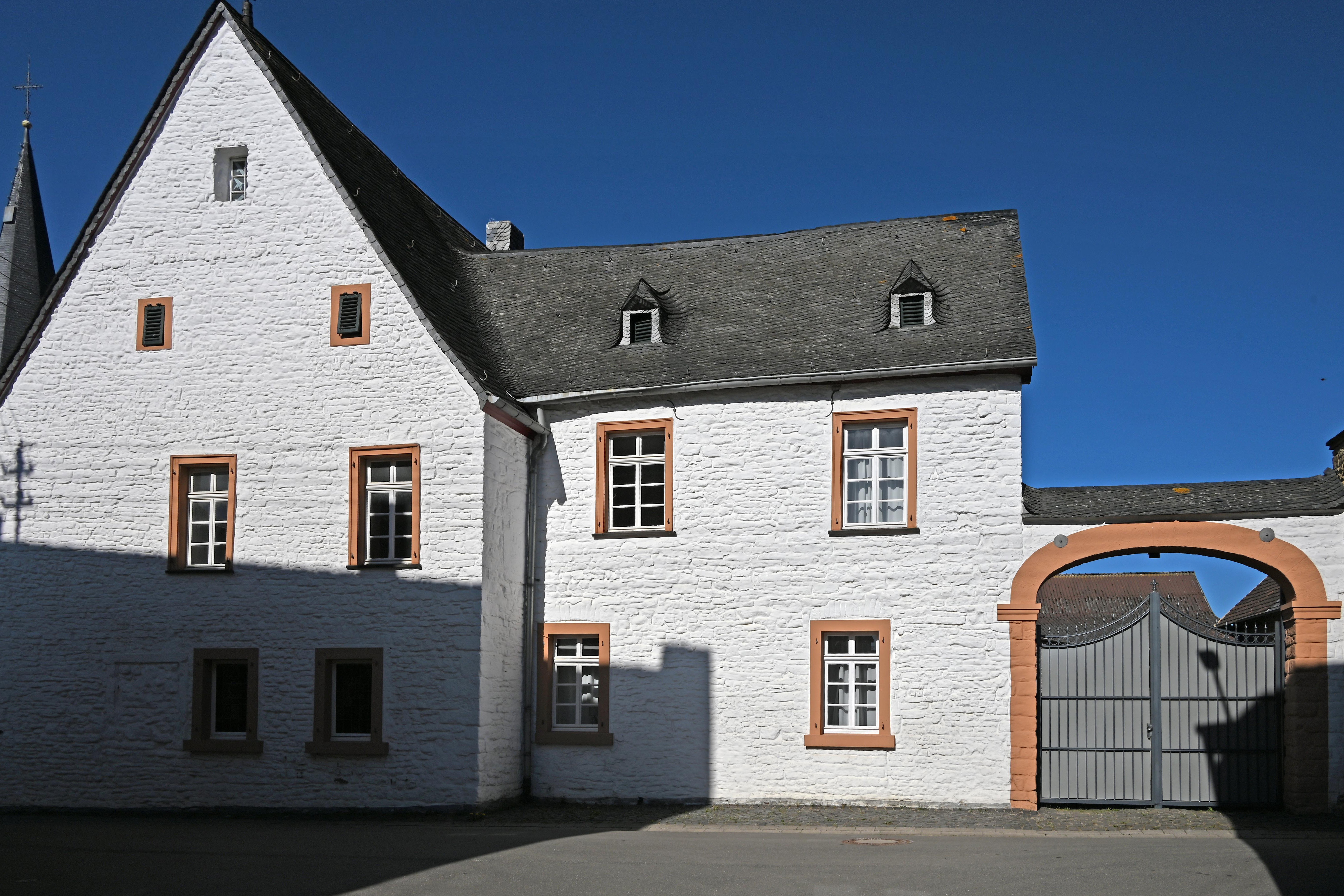
Burg Pissenheim
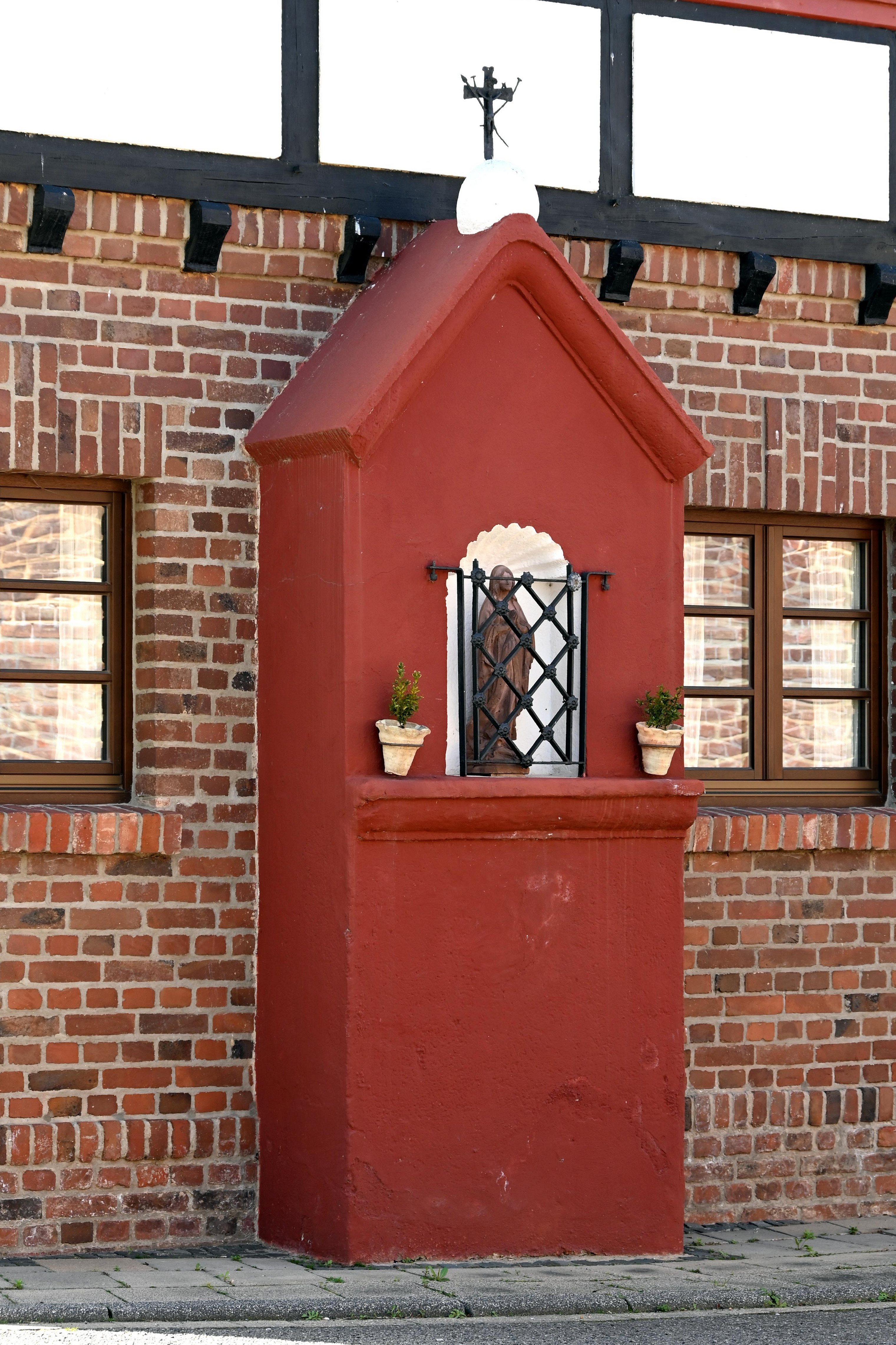
Bildstock
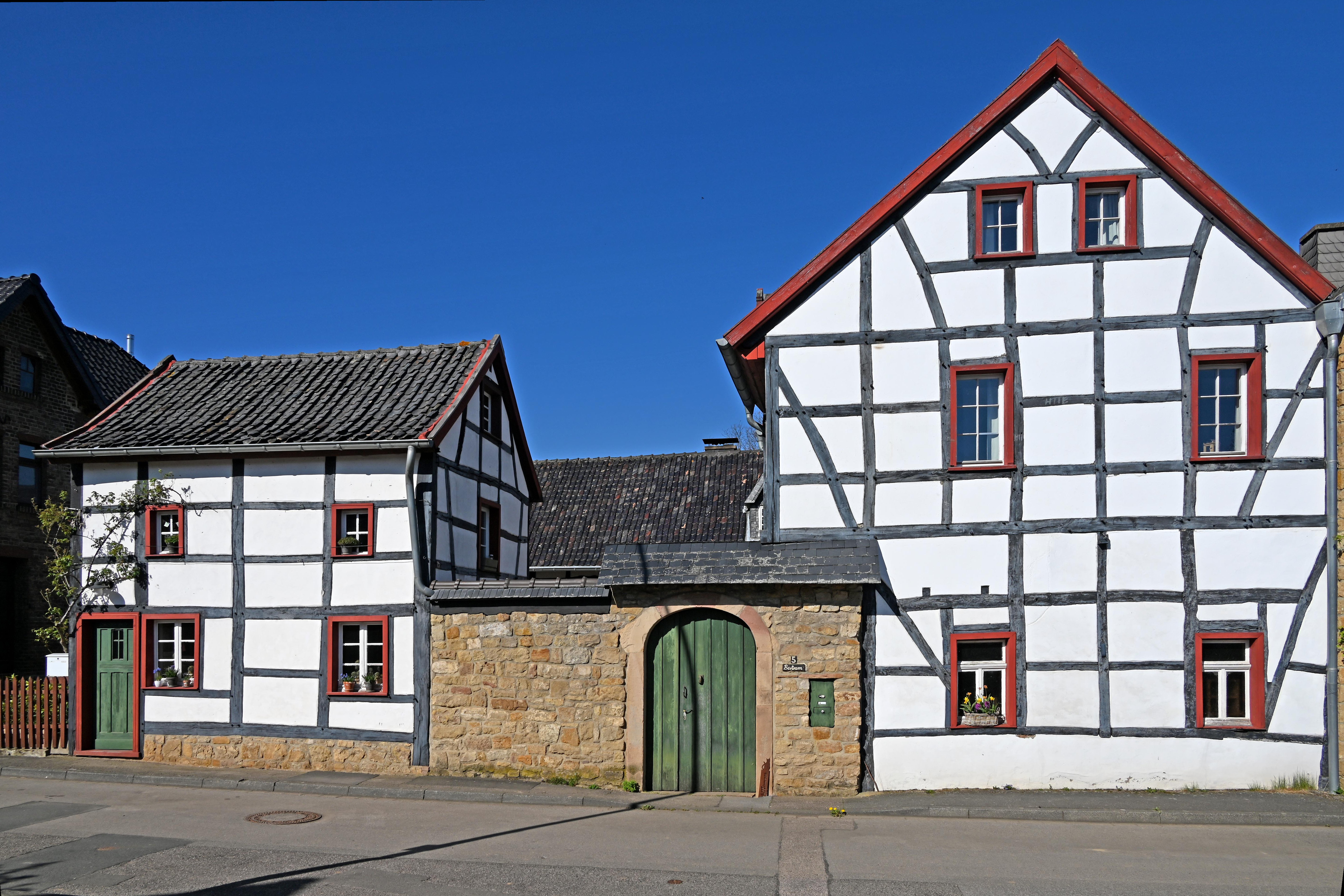
Fachwerkhäuser
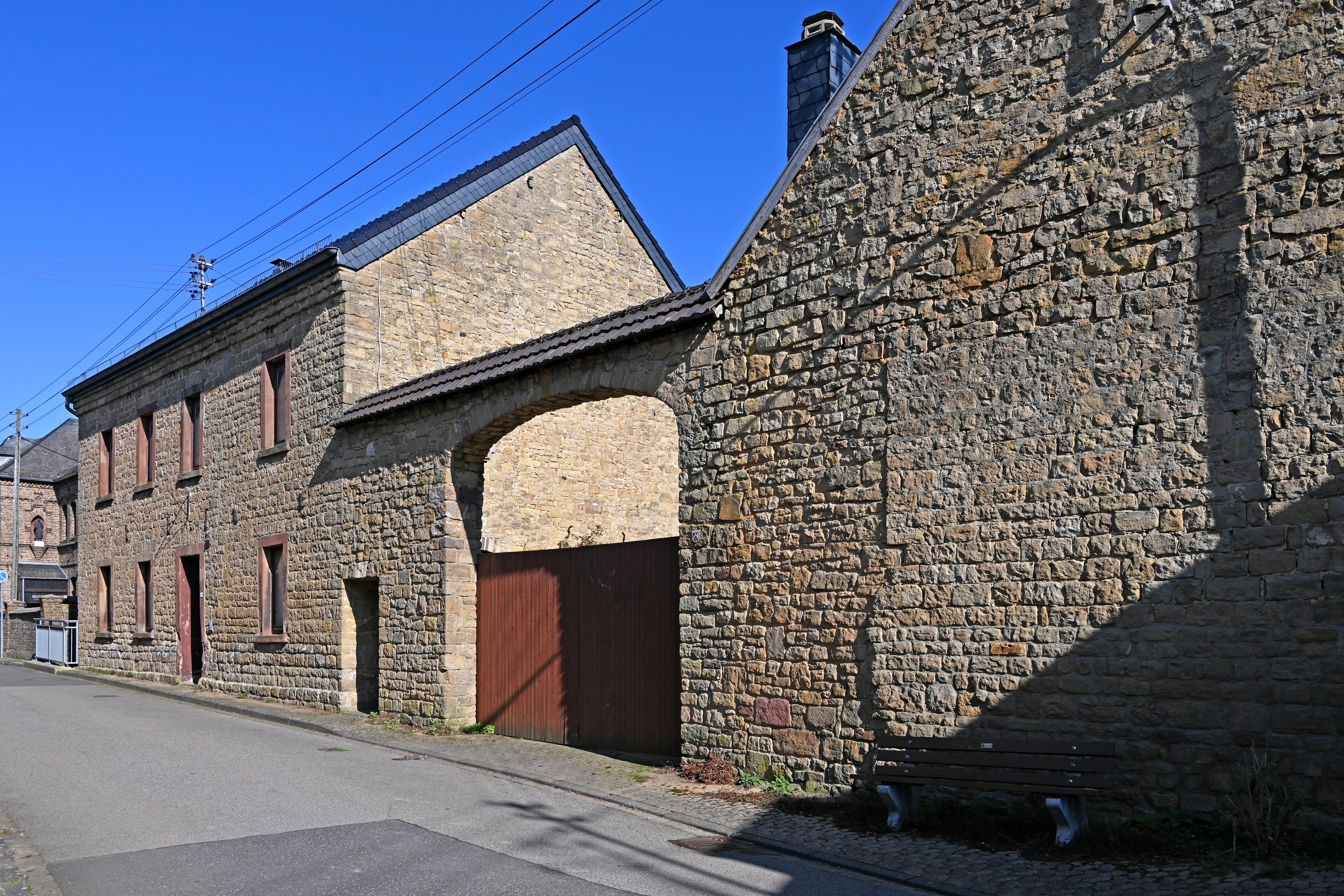
Hof (19. Jh.)

## Verkehr
Nach Muldenau führen Landstraßen aus Richtung Embken und Thum (Gemeinde Kreuzau). Die Busse von Rurtalbus bedienen den Ort morgens und nachmittags im Schülerverkehr der AVV-Linien 211 und 291.
| Linie | Verlauf |
| ----- | --- |
| 211   | Düren Bf/ZOB – StadtCenter – Kaiserplatz – Krauthausen – Niederau – Kreuzau – Drove – Thum – Thuir (– Muldenau – Embken) – Berg                  |
| 291   | Düren Bf/ZOB – StadtCenter – Kaiserplatz – Stockheim – Soller – Frangenheim – Froitzheim – Ginnick – Embken – (Muldenau ←) Wollersheim – Vlatten |

## Sonstiges
Im Wettbewerb Unser Dorf hat Zukunft konnte der Ort mehrmals Preise erringen.

## Persönlichkeiten
Dietrich von Leers entstammte einer aus „Pissenheim“ kommenden Familie bäuerlichen Ursprungs. Zusammen mit seinem Bruder Michael, der Geheimer Rat und Staatssekretär des Pfälzischen Kurfürsten und Herzogs von Jülich war, wurde er 1664 in den Reichsritterstand erhoben. Seit 1655 war er Jülicher Wehrmeister. 1673 wohnte er in Düren.